# Gestohlene Herzen (1979)
Gestohlene Herzen (Originaltitel: Bugie bianche) ist eine italienische Filmkomödie mit Elementen des Dramas aus dem Jahr 1979. Unter der Regie von Stefano Rolla wurde am Originalschauplatz in Venedig gedreht.

## Handlung
In das Leben des kinderlosen Ehepaars Luisa und Marcello Herrighe tritt Renato, ein junger Flötist, der behauptet, Marcellos unehelicher Sohn zu sein. Nach anfänglicher Skepsis akzeptieren die Geigerin und der Antiquitätenhändler die neue Situation. Renato wächst ihnen ans Herz. Doch dann tauchen plötzlich andere Ehepaare auf, bei welchen sich Renato auf ähnliche Weise eingeschlichen und dann das Weite gesucht hat. Luisa und Marcello verhelfen Renato zur Flucht vor polizeilicher Verfolgung.

## Hintergrund
Die deutsche Erstausstrahlung von Gestohlene Herzen war am 7. Juni 1985 in der ARD. In der deutschsprachigen Version wird die Luisa Herrighe von Renate Küster, der Marcello Herrighe von Holger Hagen und der Renato von Martin Halm gesprochen.

## Kritik
Das Lexikon des internationalen Films sah eine „beschwingte Komödie mit melancholischen Zwischentönen und versöhnlicher Tendenz.“